# Louis-François Biloul
Louis-François Biloul, né Louis François Biloux à Paris 18e le 15 octobre 1874 et mort à Paris 11e le 31 octobre 1947, est un peintre français.

## Biographie
Spécialisé dans le portrait, les nus et les scènes de genre, Louis-François Biloul est élève de Jean-Joseph Benjamin-Constant et de Jean-Paul Laurens. 
Il expose à partir de 1900 au Salon des artistes français et y obtient en 1909 une médaille de 2e classe puis en 1927 une médaille d'honneur avant d'être classé en hors-concours. En 1912, il obtient le prix Jean-Jacques-Henner et il est nommé chevalier de la Légion d'honneur en 1926. Sa toile Le Matin est remarquée au Salon de 1929.
Il devient professeur à l'École des beaux-arts de Paris. Membre du jury du Salon des artistes français, il est élu à l'Académie des beaux-arts en 1941. 
Son tableau Après le bain, aujourd'hui non localisé, était conservé à Paris au musée du Luxembourg.

## Élèves
- Jean Adler (né en 1899), dès 1919[5].
- Christian Caillard (1899-1985).
- Eugène Dabit (1898-1936).
- Yves Diey (1892-1984).
- Raymonde Esprit-Massonneau (1901-2004), dès 1920[6].
- Germaine Hébrard (1889-1966).
- Georges-André Klein (1901-1992).
- Marie-Jeanne Lagarde-Brochot (1888-1938).
- Yvonne Meley (1888-1982)
- Oscar Van Rompay (1899-1997).
- Gabriel Venet (1884-1954).